# Kościół św. Bartłomieja w Kudowie-Zdroju
Kościół świętego Bartłomieja – rzymskokatolicki kościół parafialny należący do dekanatu Kudowa-Zdrój diecezji świdnickiej. Znajduje się w dzielnicy Kudowy-Zdroju - Czermnej.

## Historia
Pierwsza wzmianka w źródłach pisanych o kościele pojawia się dopiero w 1384 roku
. Przyjmuje się jednak że świątynia została zbudowana wcześniej. W XV wieku, w czasie wojen husyckich kościół został zniszczony. W XVI wieku świątynia została odbudowana, a w 1783 roku podczas urzędowania księdza Wacława Tomaszka - twórcy Kaplicy Czaszek została rozbudowana. W latach 2000–2003 świątynia została wyremontowana.
W kościele otaczana jest szczególną czcią Matka Boża Dobrej Rady i Mądrości Serca. W dniu 7 grudnia 2003 roku, w wigilię Niepokalanego Poczęcia Najświętszej Maryi Panny został uroczyście zainstalowany słynący łaskami obraz.

## Architektura
Świątynia posiada bogato wyposażone wnętrze. Została zbudowana na planie krzyża. Wewnątrz budowli znajdują się: barokowy ołtarz, wiele figur świętych oraz freski namalowane na suficie.